# 阿库莫利
阿库莫利（義大利語：Accumoli），是意大利列蒂省的一个市镇。总面积86.89平方公里，人口717人，人口密度8.3人/平方公里（2009年）。ISTAT代码为057001。